# 유세군
유세군(劉細君, ? ~ ?)은 전한 중기의 공주다. 강도왕 유건의 딸로 강도공주(江都公主)라고도 하며, 오손의 군주 엽교미에게 시집가 오손공주라 한다.

## 생애
유세군 본인의 유년기 기록은 전해오지 않지만, 아버지 강도왕 유건은 황제 무제의 조카(즉 자신은 무제의 조카손녀)로 근친상간·강간·살인·모반 등의 혐의로 원수 2년(기원전 121년)에 자결했고 유건의 왕후 성광(유세군의 친어머니인지는 확인할 수 없다) 등도 모두 기시에 처해졌으며 아버지의 제후왕국인 강도나라도 멸망했다.
장건이 무제에게 당시 흉노의 반독립적 속국으로 있던 오손과 혼인동맹을 맺어 흉노를 제어할 것을 진언함에 따라 전한과 오손의 교류가 시작되었고, 흉노가 오손을 더욱 압박하자 오손이 말 천 필을 빙물로 보내 혼인 의사를 밝혔다. 이에 유세군이 원봉 연간(기원전 110년~기원전 105년)에 공주가 되어 오손의 군주 곤막 엽교미와 혼인해 우부인이 되었다. 흉노에서도 선우의 딸을 곤막의 부인으로 보내니, 곤막은 흉노에서 온 부인을 좌부인으로 삼았다.
유세군은 시집갈 때 관속과 환관과 시중드는 사람 백여 명을 데리고 갔고, 오손에 도착해서는 궁실을 지어 정주했다. 유목 생활을 하는 곤막과는 일 년에 한두 차례 만나서 연회를 열고 오손의 귀족들에게 선물했다. 곤막의 나이가 많고 말도 통하지 않아, 오손에서의 낯선 생활과 고향에 대한 그리움을 노래하는 시를 지었다. 이 노래를 들은 무제가 격년마다 사신을 보내 위로했다.
곤막이 유목 민족에서 일반적인 수계혼 풍습에 따라 황태손인 잠취(군수미)에게 유세군을 시집보내려 하자, 이에 항의하고 전한에 사자를 보냈다. 그러나 무제는 오손과의 동맹으로 흉노를 깨고자 하기에 이를 거절했고, 결국 곤막이 죽으니 잠취와 혼인해 딸 소부(少夫)를 낳았다. 유세군이 죽은 후, 한나라에서는 오손과의 혼인동맹을 이어나가기 위해 유해우를 다시 오손으로 시집보냈다.

## 출전
- 반고: 《한서》 권96 서역전제66, 동북아역사재단 편집 《한서외국전역주》에서 인용